# Enrique Pinder
Pour les articles homonymes, voir Pinder.
Enrique Pinder est un boxeur panaméen né le 7 août 1947 à Panama et mort le 15 juin 2024 dans la même ville.

## Carrière
Passé professionnel en 1966, Enrique Pinder devient champion du Panama et d'Amérique du Nord NABF des poids coqs en 1968 et 1971 puis champion du monde de la catégorie le 29 juillet 1972 en battant aux points Rafael Herrera. Destitué en août par la WBC pour ne pas avoir accepté de défendre sa ceinture face à Rodolfo Martinez, Enrique Pinder perd sa ceinture WBA dès le combat suivant le 20 janvier 1973 contre Romeo Anaya. Il met un terme à sa carrière la même année après deux nouvelles défaites face à Anaya et Francisco Villegas sur un bilan de 35 victoires, 7 défaites et 2 matchs nuls.